# متین تکین
متین تکین (انگلیسی: Metin Tekin؛ زادهٔ ۸ مهٔ ۱۹۶۴) بازیکن فوتبال اهل ترکیه است.
از باشگاه‌هایی که در آن بازی کرده‌است می‌توان به باشگاه ورزشی وان‌اسپور اف‌کی و باشگاه فوتبال بشیکتاش اشاره کرد.
وی همچنین در تیم‌های ملی فوتبال Turkey national under-18 football team، زیر ۲۱ سال ترکیه، و ترکیه بازی کرده‌است.